# Rayo Vallecano de Madrid 2024-2025
Questa voce raccoglie le informazioni riguardanti il Rayo Vallecano de Madrid nelle competizioni ufficiali della stagione 2024-2025.

## Maglie e sponsor
| Casa | Trasferta | Terza divisa |

Sponsor ufficiale: Digi
Fornitore tecnico: Umbro

## Rosa
Aggiornato il 2 febbraio 2025.
| N. |                      | Ruolo | Calciatore        |
| -- | -------------------- | ----- | ----------------- |
| 1  | Spagna (bandiera)    | P     | Dani Cárdenas     |
| 2  | Romania (bandiera)   | D     | Andrei Rațiu      |
| 3  | Spagna (bandiera)    | D     | Pep Chavarría     |
| 4  | Spagna (bandiera)    | C     | Pedro Diaz        |
| 5  | Spagna (bandiera)    | D     | Aridane Hernández |
| 6  | Senegal (bandiera)   | C     | Pathé Ciss        |
| 7  | Spagna (bandiera)    | A     | Isi Palazón       |
| 8  | Argentina (bandiera) | A     | Óscar Trejo       |
| 9  | Spagna (bandiera)    | A     | Raúl de Tomás     |
| 11 | Angola (bandiera)    | C     | Randy Nteka       |
| 12 | Spagna (bandiera)    | A     | Sergi Guardiola   |
| 13 | Argentina (bandiera) | P     | Augusto Batalla   |
| 14 | Spagna (bandiera)    | A     | Sergio Camello    |

| N. |                    | Ruolo | Calciatore       |
| -- | ------------------ | ----- | ---------------- |
| 15 | Spagna (bandiera)  | C     | Gerard Gumbau    |
| 16 | Ghana (bandiera)   | D     | Abdul Mumin      |
| 17 | Spagna (bandiera)  | C     | Unai López       |
| 18 | Spagna (bandiera)  | C     | Álvaro García    |
| 19 | Spagna (bandiera)  | C     | Jorge de Frutos  |
| 20 | Albania (bandiera) | D     | Iván Balliu      |
| 21 | Spagna (bandiera)  | A     | Adrián Embarba   |
| 22 | Uruguay (bandiera) | D     | Alfonso Espino   |
| 23 | Spagna (bandiera)  | C     | Óscar Valentín   |
| 24 | Francia (bandiera) | D     | Florian Lejeune  |
| 25 | Spagna (bandiera)  | C     | Joni Montiel     |
| 27 | Spagna (bandiera)  | D     | Pelayo Férnandez |